# 다카하시 나오코
다카하시 나오코(일본어: 高橋 尚子, 1972년 5월 6일 ~ )는 일본의 전 여자 마라톤 선수이자 평론가이다.
기후현 다카야마시에서 태어나 2000년 시드니 올림픽에서 여자 마라톤 부문 금메달을 획득했으며 그가 세운 2시간 23분 14초는 현재까지 올림픽 여자 마라톤 기록으로 남아 있다. 이듬해 2001년 9월 30일에 열린 베를린 마라톤에서도 우승을 차지했는데 당시 2시간 19분 46초의 기록으로 여자 마라톤 세계 신기록을 수립하게 된다. 하지만 그녀가 신기록을 세운 지 불과 1주일 만에 케냐 출신의 캐서린 은데레바가 여자 마라톤 신기록을 경신하게 된다. 2008년 10월에 현역 은퇴를 선언했고 현재 스포츠 캐스터와 평론가로도 활동 중에 있다.